# Síndrome de Aase
A síndrome de Aase ou síndrome de Aase-Smith é uma doença genética rara caracterizada por provocar anemia e deformidades esqueléticas.
Pensa-se que seja autossómica dominante. A base genética desta doença ainda é desconhecida.
A anemia é causada por um subdesenvolvimento da medula óssea. O nome da doença advém dos pediatras dos Estados Unidos da América, Jon Morton Aase e David Weyhe Smith.

## Manifestações
- Hidrocefalia, devido ao fechamento tardio da fontanela;
- Orelhas deformadas;
- Contraturas;
- Fenda palatina;
- Pés deformados;
- Escoliose;
- Luxação de quadril;
- Pálpebras caídas;
- Alargamento nasal;
- Pele pálida, em consequência da anemia causada por esta síndrome;
- Queixo pequeno;
- Ombros estreitos;
- Tripla articulação do polegar, articulações ausentes ou pequenas e diminuição das dobras cutâneas nas articulações dos dedos.

## Diagnóstico
É possível obter o diagnóstico a partir de exames como:
- Mielograma ou seja, a Biópsia da medula óssea
- Hemograma, onde pode ser identificada a presença da anemia e a redução na contagem de glóbulos brancos
- Ecocardiograma, evidencia malformações cardíacas
- Radiografia, que pode mostrar as anormalidades esqueléticas presentes nesta síndrome.

## Tratamento
É de costume a realização de diversas transfusões sanguíneas no primeiro ano de 'vida para que seja tratada a anemia.

 A prednisona é uma alternativa a ser utilizada, mas não é recomendada durante a infância, pois apresenta efeitos colaterais sobre o crescimento e o desenvolvimento do cérebro. E também existe a opção de um transplante de medula, caso as outras opções de tratamento não levem a resultados satisfatórios.